# Centella annua
Centella annua là một loài thực vật có hoa trong họ Hoa tán. Loài này được M.Schub. & B.-E.van Wyk mô tả khoa học đầu tiên năm 1997.